# 여자 야구 아시안컵
여자 야구 아시안컵 대회(BFA Women's Baseball Asian Cup)는 아시아 야구 연맹이 주관하는 국제 여자 야구 대회이다. 2017년 홍콩에서 대한민국, 일본, 대만, 홍콩, 인도, 파키스탄의 6개국이 참가한 가운데 첫 대회가 열렸다. 이 대회는 WBSC 여자 야구 월드컵의 아시아 지역 예선을 겸한다.
출전팀이 늘어남에 따라 2025년 4회 대회부터 예선 대회를 별도로 시행한다.

## 역대 대회
| 연도 | 개최지 |      | 우승          | 준우승   | 3위            | 4위 |
| ---- | ------ | ---- | ------------- | -------- | -------------- | --- |
| 2017 | 홍콩   | 일본 | 중화 타이베이 | 대한민국 | 홍콩           |     |
| 2019 | 중산   | 일본 | 중화 타이베이 | 필리핀   | 중화인민공화국 |     |
| 2023 | 홍콩   | 일본 | 중화 타이베이 | 대한민국 | 홍콩           |     |
| 2025 | 항저우 |      |               |          |                |     |

## 국가별 참가 기록
| 국가           | 2017년 | 2019년 | 2023년 | 2025년 | 연도/참여 |
| -------------- | ------ | ------ | ------ | ------ | --------- |
| 대한민국       | 3      | 5      | 3      |        | 3         |
| 말레이시아     |        |        | GS     |        | 1         |
| 스리랑카       |        |        | GS     |        | 1         |
| 인도           | 5      | 7      | 7      |        | 3         |
| 인도네시아     |        |        | 8      |        | 1         |
| 일본           | 1      | 1      | 1      |        | 3         |
| 중화인민공화국 |        | 4      | 6      |        | 2         |
| 중화 타이베이  | 2      | 2      | 2      |        | 3         |
| 태국           |        |        | GS     |        | 1         |
| 파키스탄       | 6      | 8      | GS     |        | 3         |
| 필리핀         |        | 3      | 5      |        | 2         |
| 홍콩           | 4      | 6      | 4      |        | 3         |
| 국가 수        | 6      | 8      | 12     |        |           |

- 1 – 우승
- 2 – 준우승
- 3 – 3위
- GS – 예선 조별리그 출전

## 메달 집계
| 순위 | 국가          | 금메달 | 은메달 | 동메달 | 합계 |
| ---- | ------------- | ------ | ------ | ------ | ---- |
| 1    | 일본          | 3      | 0      | 0      | 3    |
| 2    | 중화 타이베이 | 0      | 3      | 0      | 3    |
| 3    | 대한민국      | 0      | 0      | 2      | 2    |
| 4    | 필리핀        | 0      | 0      | 1      | 1    |

## 같이 보기
- 아시아 야구 선수권 대회
- 여자 야구 월드컵